# Golden Globe per il miglior attore in una serie
Il Golden Globe per il miglior attore in una serie è stato assegnato solamente nel 1963 al miglior attore in una serie dalla HFPA (Hollywood Foreign Press Association).

## Vincitori e candidati
- 1963
  - Richard Chamberlain - Dottor Kildare (Dr. Kildare)[1]